# Beşikdüzü
Beşikdüzü ist eine türkische Küstenstadt am Schwarzen Meer im gleichnamigen Ilçe (Landkreis) der Provinz Trabzon und gleichzeitig eine Gemeinde der 2012 geschaffenen Büyükşehir belediyesi Trabzon (Großstadtgemeinde/Metropolprovinz Trabzon). Seit der Gebietsreform 2013 ist die Gemeinde flächen- und einwohnermäßig identisch mit dem Landkreis.
1987 wurde vom Kreis Vakfıkebir der Bucak Beşikdüzü abgetrennt und als Landkreis eigenständig. Er grenzt im Westen an die Provinz Giresun.
(Bis) Ende 2012 bestand der Landkreis neben der Kreisstadt aus den beiden Stadtgemeinden (Belediye) Oğuz und Yeşilköy sowie 25 Dörfern (Köy), die während der Verwaltungsreform 2013 in Mahalle (Stadtviertel, Ortsteile) überführt wurden, die sieben existierenden Mahalle der Kreisstadt blieben erhalten. Den Mahalle steht ein Muhtar als oberster Beamter vor. Ende 2020 lebten durchschnittlich 695 Menschen in jedem dieser 34 Mahalle, 4.345 Einw. im bevölkerungsreichsten (Fatih).

## Weblink
- Stadtgeschichte